# Gertrud Dahlgren
Gertrud Dahlgren, född 2 februari 1931 i Klippan i Skåne, död 15 februari 2009 var en svensk botaniker. 
Gertrud Dahlgren gick på gymnasiet i Helsingborg och studerade kemi och biologi vid Lunds universitet. Hon ingick i professor Henning Weimarcks forskargrupp och disputerade år 1967 med en avhandling om Pimpinellsläktet. Hon utsågs till docent och fortsatte att forska. Efter maken, professor Rolf Dahlgrens död år 1987, fullföljde hon delar av hans  forskning över blomväxternas indelning. År 1992 invaldes hon i Kungliga Fysiografiska Sällskapet i Lund.
Hon var initiativtagare och redaktör för en svensk lärobok i systematisk botanik.